# Фернандо Менис
Фернандо Мартин Менис, более известный как Фернандо Менис — испанский архитектор, учился и окончил архитектурный факультет Барселоны. Фернандо является председателем Лаборатории инноваций в архитектуре, дизайне и развитии туризма на Тенерифе. Известен так же и как профессор EUC (Европейский университет на Канарских островах). Фернандо Менис — часто приглашаемый гость, докладчик на Международных конгрессах архитектуры и университетов (таких как Гарвард, Берлинский технический университет, Колумбийский университет и École Spéciale d’Architecture).
В 2004 им была основана архитектурная фирма Menis Architects, филиалы которой есть как и в Тенерифе, так и в Валенсии, а также в Мадриде. Проекты Menis характеризуются устойчивостью и адаптируемостью к окружаемой среде, это недорогие проекты, которые сочетают естественные элементы городского ландшафта с архитектурой. Его основные (завершенные) проекты включают в себя Президиум правительства Канарских островов в Санта-Крус-де-Тенерифе , Плавательный бассейн на реке Шпрее в Берлине, Магма Арт и Конгресс, стадион «Insular Athletics» и Многофункциональный концертный зал «Jordanki» в Торуне (Польша).
В 2007 году Фернандо Менис создал С.Л.П.У. чтобы поддерживать работу во всем мире.

## Юность и образование
Менис часто описывает свое детство как времена вдохновение для изучения архитектуры позже в колледже. Он начал свое университетское путешествие в Лас-Пальмас де Гран Канария и закончил его в Барселоне. Менис вспоминает о годах юности как о очень захватывающих в своей жизни. Его два главных вдохновителя- тогдашние профессора Пеп Бонет и Рафаэль Касерес, которые «открыли мечты и принесли здравый смысл и гармонию» в его работу. Окончив школу, он переехал в Париж и начал работать с Рикардо Бофиллом в первый период своей архитектурной студии. Это дало ему возможность познакомиться с новыми друзьями и учиться в европейском мире, который сильно отличался от того, к чему он привык в Испании. Именно в Париже он учится и участвует в нескольких конкурсах, таких как La Villette, что стимулирует его стремление к командной работе. Текущие проекты включают швейцарский гостиничный комплекс Bürchen Mystik и церковь святого Искупателя в Сан-Кристобаль-де-ла-Лагуна.

## Проекты
- Hatching — Возникновение города (Венецианская биеннале архитектуры 2014 года — Марокко Павильон (ISM) S.)
- Bürchen Mystik (Швейцария, в стадии строительства).
- Многофункциональный концертный зал «Jordanki» в Торуне (Польша, 2015).
- Магма Арт и Конгресс (Адехе, Испания, 2005).
- Церковь святого Искупителя (Сан-Кристобаль-де-ла-Лагуна, Испания, в стадии строительства).
- Священный музей и Площадь Испании в Адехе (Испания, 2010).
- Бассейн в Шпрее (Берлин, 2004).
- Президиум правительства Канарских островов (Санта-Крус-де-Тенерифе, Испания, 1999 год)

## Награды
- 2016: Премия Злота Карета, газета NOWOSCI, Польша — Проект: CKK «Jordanki» в Торуне, Польша.
- 2016: Приз жюри, награды BRYŁA, Польша — Проект: CKK «Jordanki» в Торуне, Польша.
- 2016: Премия за лучшее культурное здание в Польше, Награды SARP (Ассоциация польских архитекторов) — Проект: CKK «Jordanki» в Торуне, Польша.
- 2016: Премия ICONIC, категория — Общественное здание, Германия — Проект: CKK «Jordanki» в Торуне, Польша.
- 2016: Лучшая награда за бетонное строительство, World Architecture News Intl. Награды (WAN), Великобритания, 2016 год за лучшее культурное здание, Архитектурные награды BUILD, Великобритания — Проект: CKK «Jordanki» в Торуне, Польша.
- 2016: Золотая награда за лучшее общественное здание, Тайбэйская международная награда за дизайн, Тайвань. — Проект: CKK «Jordanki» в Торуне, Польша.
- 2016 год: специальная премия за всеобщую доступность, награды CEMEX Building Awards, Мексика. — Проект: CKK «Jordanki» в Торуне, Польша.
- 2016: Финалист, Архитектурные награды газеты POLITYKA, Польша. — Проект: CKK «Jordanki» в Торуне, Польша.
- 2016: финалист, XIII Испанская биеннале архитектуры, категория — «Продукт». — Проект: Пикадо, CKK «Jordanki» в Торуне, Польша.
- 2016: Финалист, Всемирный фестиваль архитектуры Международный. Награды (WAF), Культурная категория, Германия. — Проект: CKK «Jordanki» в Торуне, Польша.
- 2016: номинация, награды Modernizacja, категория «Новое городское здание», Польша. — Проект: CKK «Jordanki» в Торуне, Польша.
- 2016: Новое чудо Польши, конкурс новых 7 чудес в Польше, National Geographic, Польша. — Проект: CKK «Jordanki» в Торуне, Польша.
- 2016: Приз Жюри, Тайбэй Международный. Design Award, категория дизайна общественного пространства, Тайвань. — Проект: Общественное пространство Бюрчен в Бухене, Швейцария.
- 2016: финалист, европейская премия за городское общественное пространство. — Проект: Общественное пространство Бюрчен в Бухене, Швейцария.
- 2016: Финалист, Всемирный фестиваль архитектуры Международный. Награды (WAF), категория — Пейзаж, Германия. — Проект: Общественное пространство Бюрчен в Бухене, Швейцария.
- 2014: Финалист Всемирного фестиваля архитектуры (WAF) — Проект: Bürchen Mystik, Швейцария.
- 2012: Награждён Первой премией Всемирной Архитектуры (WAF) в категории «Новые и старые» и Специальной премией Директора — Проект: Священный музей и Площадь Испании в Адехе, Испания.
- 2012: финалист Европейской премии за городское общественное пространство — проект: Священный музей и площадь Испании в Адехе, Испания.
- 2012: Награждён премией Ambuja Cement Foundation 2012 за инновации в архитектуре — Проект: Церковь святого Искупителя, Сан-Кристобаль-де-ла-Лагуна, Испания.
- 2011: Финалист Всемирного фестиваля архитектуры (WAF) в категории «Будущие культурные проекты» — Проект: Аудитория в Пажаре, Фуэртевентура, Испания.
- 2010: Награждён Первой премией Всемирного архитектурного фестиваля (WAF) в категории «Будущие культурные проекты» — Проект: Многофункциональный концертный зал «Jordanki» в Торуне, Польша.
- 2008: финалист премии Мануэля де Орая — проект: 4-я фаза парка Кучиллитос, Испания.
- 2007: Почетное упоминание на 11-м издании «Архитектура в камне» — проект Insular Athletics Stadium, Испания.
- 2007: Номинирован на Mies van der Rohe Awards — Проект: Magma Art & Congress, Испания.
- 2007: избранная работа на церемонии награждения в Испании. Проект: Magma Art & Congress, Испания.
- 2007: Награждён Первой премией «Simproni Accessibility Architecture» — проект: Magma Art & Congress, Испания.
- 2007: Финалист на 9-м выпуске испанской архитектурной биеннале — проект: Magma Art & Congress, Испания.
- 2006-07: Награждён Первой премией и Специальной премией Мануэль де Ораа — Проект: Insular Athletics Stadium, Испания.
- 2006: финалист на церемонии награждения FAD 2006 — проект: Magma Art & Congress, Испания.
- 2006: избранные работы на 11-м издании биеннале Венецианской архитектуры Биеннале — проект: бассейн в Шпрее, Берлин, Германия.
- 2006: финалист в 4-м издании Европейской премии за городское общественное пространство — проект: бассейн в Шпрее, Берлин, Германия.
- 2005: финалист на 8-м выпуске французской награды за биеннале архитектуры — проект: бассейн в реке Шпрее, Берлин, Германия.
- 2004-05: Первый приз ex aequo Мануэль де Ораа — Проект: Магма Арт и Конгресс, Сан-Мигель, Испания.
- 2003: Избранные работы на IBERFAD — Проект: 11 квартир в Эль-Гичо, Испания.
- 2003: Награждён на 13-м издании Международной премии «Архитектура в камне» — Проект: Президентство Канарских островов, Санта-Крус-де-Тенерифе, Испания.
- 2002: Избранные работы на 8-м выпуске Премии Венецианской архитектурной биеннале — Проект: Президентство правительства Канарских островов, Санта-Крус-де-Тенерифе, Испания.
- 2000: Награждён Первой премией Национальной премии в области архитектуры и дизайна — Проект: Президиум правительства Канарских островов, Санта-Крус-де-Тенерифе, Испания.
- 1999-00: Награждён Первой премией Мануэль де Ораа — Проект: Президиум правительства Канарских островов, Санта-Крус-де-Тенерифе, Испания.
- 1999: Финалист на FAD Awards — Проект: Дом MM, Санта-Крус-де-Тенерифе, Испания.
- 1998-99: Награждён Первой премией Мануэль де Ораа — Проект: Культурное пространство Эль Танк, Санта-Крус-де-Тенерифе, Испания.
- 1998-99: Награждён премией за архитектурную биеннале в Испании — Проект: Культурное пространство Эль Танк, Санта-Крус-де-Тенерифе, Испания.
- 1998: Награждён Первой премией Мануэль де Ораа — Проект: Дом МД, Санта-Крус-де-Тенерифе, Испания.
- 1998: Избранные работы на премиях IBERFAD — Проект: Культурное пространство Эль Танк, Санта-Крус-де-Тенерифе, Испания.
- 1994-95: Accesit Manuel de Oráa — Проект: Proa Building, Санта-Крус-де-Тенерифе, Испания.
- 1994: Финалист на премиях IBERFAD — Проект: Proa Building, Санта-Крус-де-Тенерифе, Испания.
- 1992-93: Награждён Первой премией ex-aequo Мануэль де Ораа — Проект: Зал Резиденции Сан-Агустин, Сан-Кристобаль-де-ла-Лагуна, Испания.
- 1992-93: Награждён Первой премией экс-акуо Мануэль де Ораа — Проект: Спортивный комплекс Ана Баутиста, Санта-Крус-де-Тенерифе, Испания.
- 1988-89: Награждён второй премией Мануэль де Ораа — Проект: La Vigilia Apartment, Сан-Мигель, Испания.
- 1982-83: Награждён Первой премией Мануэль де Ораа — Проект: Станция технического обслуживания Texaco, Санта-Крус-де-Тенерифе, Испания.